# Selección de balonmano de la República Democrática del Congo
La selección de balonmano de la República Democrática del Congo es el equipo nacional de balonmano de dicho país.
En 2021 debutó en un Campeonato Mundial de Balonmano.

## Historial

### Juegos Olímpicos
- 1972 - No participó
- 1976 - No participó
- 1980 - No participó
- 1984 - No participó
- 1988 - No participó
- 1992 - No participó
- 1996 - No participó
- 2000 - No participó
- 2004 - No participó
- 2008 - No participó
- 2012 - No participó
- 2016 - No participó
- 2020 - No participó

### Campeonato Mundial
- 1954 - No participó
- 1958 - No participó
- 1961 - No participó
- 1964 - No participó
- 1967 - No participó
- 1970 - No participó
- 1974 - No participó
- 1978 - No participó
- 1982 - No participó
- 1986 - No participó
- 1990 - No participó
- 1993 - No participó
- 1995 - No participó
- 1997 - No participó
- 1999 - No participó
- 2001 - No participó
- 2003 - No participó
- 2005 - No participó
- 2007 - No participó
- 2009 - No participó
- 2011 - No participó
- 2013 - No participó
- 2015 - No participó
- 2017 - No participó
- 2019 - No participó
- 2021 - 28ª plaza

### Campeonato Africano
- 1974 - No participó
- 1976 - No participó
- 1979 - No participó
- 1981 - No participó
- 1983 - No participó
- 1985 - No participó
- 1987 - No participó
- 1989 - No participó
- 1991 - No participó
- 1992 - 4.ª plaza
- 1994 - No participó
- 1996 - No participó
- 1998 - No participó
- 2000 - 7.ª plaza
- 2002 - 8.ª plaza
- 2004 - 8.ª plaza
- 2006 - 11.ª plaza
- 2008 - 5.ª plaza
- 2010 - 4.ª plaza
- 2012 - 8.ª plaza
- 2014 - 10.ª plaza
- 2016 - 7.ª plaza
- 2018 - 8.ª plaza
- 2020 - 7.ª plaza
- 2022 - 7.ª plaza
- 2024 - 6.ª plaza